# Doron Jamchi
Doron Jamchi (in ebraico דורון ג'מצ'י‎?; Petah Tiqwa, 1º luglio 1961) è un ex cestista israeliano.

## Carriera
Con Israele ha disputato i Campionati mondiali del 1986 e sei edizioni dei Campionati europei (1981, 1983, 1985, 1987, 1993, 1995).

## Palmarès
- Campionato israeliano: 11

Maccabi Tel Aviv: 1985-86, 1986-87, 1987-88, 1988-89, 1989-90, 1990-91, 1991-92, 1993-94, 1994-95, 1995-96, 1999-2000
- Coppa di Israele: 7

Maccabi Tel Aviv: 1985-86, 1986-87, 1988-89, 1989-90, 1990-91, 1993-94, 1999-2000